# قلعة أذري (نظر أباد)
قلعة أذری هي قرية في مقاطعة نظر أباد، إيران. يقدر عدد سكانها بـ 389 نسمة بحسب إحصاء 2016.